# 3月5日 (旧暦)
旧暦3月5日（きゅうれきさんがついつか）は旧暦3月の5日目である。六曜は先勝である。

## できごと
- 中平元年（ユリウス暦184年4月2日） - 黄巾の乱一斉蜂起予定日
- 寛喜元年（ユリウス暦1229年3月31日） - 天災飢饉の為、安貞より寛喜に改元
- 応仁元年（ユリウス暦1467年4月9日） - 文正より応仁に改元
- 天正8年（1580年_月_日） - 織田信長が石山本願寺と和議し、顕如が石山を退去。石山合戦が終結
- 正徳4年（グレゴリオ暦1714年4月18日） - 大奥年寄・絵島が江島生島事件の処分で信州高遠へ追放
- 天保11年（グレゴリオ暦1840年4月7日） - 市川團十郎 (7代目)が歌舞伎十八番の一つ『勧進帳』を初演

## 誕生日
- 暦応3年/興国元年（1340年4月2日） - 足利基氏、足利尊氏の次男、初代鎌倉公方（+ 1367年）
- 永正8年（ユリウス暦1511年4月2日） - 足利義晴、室町幕府12代将軍（+ 1550年）
- 明治2年（グレゴリオ暦1869年4月16日） - 川上眉山、小説家（+ 1908年）

## 忌日
- 元豊8年（ユリウス暦1085年4月1日） - 神宗、北宋の6代皇帝（* 1048年）
- 文久元年（グレゴリオ暦1861年4月14日） - 歌川国芳、浮世絵師（* 1797年）